# Katholieke Kerk in Cyprus

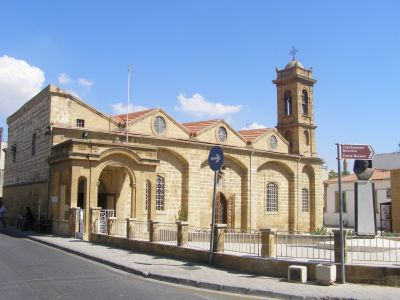
Kerk in Nicosia

Cyprus

De Katholieke Kerk in Cyprus maakt deel uit van de wereldwijde Rooms-Katholieke Kerk, onder het leiderschap van de paus en de Curie. 
Cyprus werd gekerstend door de apostelen Paulus en Barnabas. De laatste was zelf een Cyprioot.
Het eiland heeft geen eigen kerkelijke hiërarchische structuur; het valt onder het gezag van het Latijns patriarchaat van Jeruzalem.
Apostolisch nuntius voor Cyprus is sinds 17 februari 2023 aartsbisschop Giovanni Pietro Dal Toso, die tevens nuntius is voor Jordanië.